# Мережевий фільтр

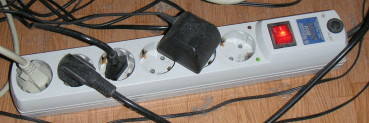

Мереже́вий фільтр - електронний фільтр в колі живлення від електромережі. Зазвичай розміщується в корпусі електричного подовжувача у вигляді варисторного фільтра для придушення викидів мережевої напруги і LC-фільтра (індуктивно-ємнісний) для придушення високочастотних завад. Іноді мережевим фільтром називають  електричний подовжувач, що містить такий компонент.
Замість варистора (чи додатково) в схемі захисту від перенапруги можуть бути TVS-діоди, тиристори і розрядники (англ. Gas discharge tube, GDT).

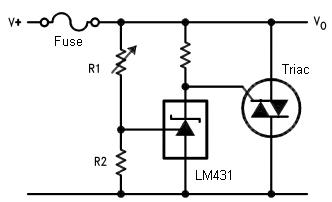
Схема тиристорного захисту від перенапруг

## Варистор
Варистор - напівпровідниковий резистор. Варистор - елемент нелінійний, його опір залежить від прикладеної до його виводів напруги: чим вище напруга, тим нижче опір. Варистор включається паралельно  обладнанню, тобто до нього докладена та ж напруга, що й до пристрою, який захищається. При нормальній напрузі в мережі живлення і відсутності імпульсних завад струм, що проходить через варистор, дуже малий,  ним можна знехтувати, і в такій ситуації варистор можна вважати ізолятором. Якщо в мережі живлення виникає імпульс високої напруги (напруга імпульсу може бути вище 6000 В) протягом короткого проміжку часу (тривалість імпульсу 10-6 - 10-9 с), то опір варистора різко падає, і він перетворює електричну енергію імпульсу в теплову, чим захищає включені через мережевий фільтр прилади, в цей момент через варистор може протікати струм силою в кілька тисяч ампер.

## Газорозрядник

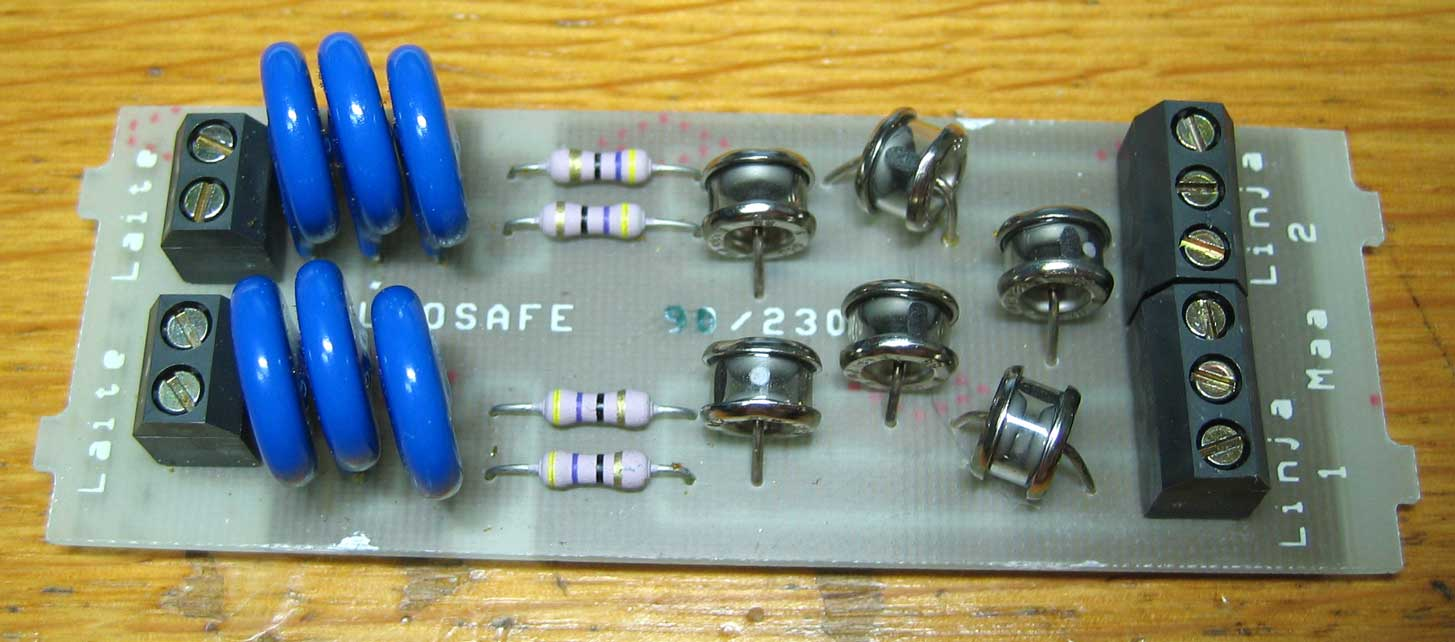
Типова низькопотужна плата з захистом від грозових розрядів.
Зауважте MOV-варистори (блакитні диски) і газорозрядники (маленькі сріблясті шпулі)

Газорозрядна трубка (англ. gas discharge tube, GDT) - це герметичні циліндричні контейнери зі спеціальною газовою сумішшю між двома електродами, яка іонізується під дією перенапруги. Газорозрядник може проводити більший за інші  компоненти струм при тих же розмірах. Як MOV-варистори, газорозрядники мають  прогнозовану довговічність, витримуючи або невелику кількість великих перенапруг, або значно більшу кількість - невеликих.
Для газорозрядника нетипова велика швидкість (500 В і більше за 100 нс). В деяких випадках разом з ним треба використовувати і інші (наприклад TVS-діоди), які будуть виконувати шунтування поки почнеться іонізація.